# 北方四島交流事業
北方四島交流事業（ほっぽうよんとうこうりゅうじぎょう）は、内閣府北方対策本部の補助のもと、北方四島交流北海道推進委員会並びに北方領土問題対策協会が実施していた、日本人と色丹島、国後島及び択捉島（以下、北方四島）に居住するロシア人との交流事業。一般的にはビザなし交流と呼ばれている。
北方四島交流事業は、日本人が北方四島を訪れる訪問事業と、北方四島在住のロシア人を日本の各都市に招く受入事業の二つに分けられる。
なお、歯舞群島に対する訪問事業は、一般市民の居住者がいないので実施されていない。

## 経緯
- 1989年（平成元年）、日本人がソビエト連邦（当時）の査証の発給を受けて北方四島へ入域している事が判明。これを受けて、日本国政府は同年9月、「我が国国民がソ連の出入国手続きに従うことを始めとしてソ連の不法占拠の下で北方領土に入域することは、我が国固有の領土たる北方領土に関する国民の総意及びそれに基づく政府の政策と相いれないものとする」旨の閣議了解を行い、北方四島にソ連の査証で入域しないよう国民への協力を呼びかけた。
- 1991年（平成3年）4月、ソ連・ゴルバチョフ大統領が来日。同大統領の提案により日本国民と北方四島在住ソ連人との間の交流の拡大と、そのために日本国民による北方領土訪問の簡素化された無査証の枠組みの設定が日ソ共同声明に盛り込まれた。それを受けて同年10月、日ソ外相の往復書簡により、日本国民と北方領土在住ソ連人との間で、査証を要さず政府が発行する身分証明書によって相互渡航を行うことなどの枠組みが作られた。これが「ビザなし交流」と呼ばれる所以である。
- 1992年（平成4年）2月、歯舞群島を含む北方四島の元島民からなる千島歯舞諸島居住者連盟、北海道内で返還運動を行っている青年、婦人、労働ほか各団体からなる北方領土復帰期成同盟その他によって「北方四島交流北海道推進委員会」が発足。同年4月12日に北方四島在住ロシア人による代表19名が北海道を訪問したのを皮切りに交流事業が始まった。
- 1993年（平成5年）、全国規模での交流を推進するために、北方領土返還要求運動都道府県民会議（以下、都道府県民会議）、青年、婦人、労働ほかの全国組織らからなる北方領土返還要求運動連絡協議会（以下、北連協）その他によって「北方四島交流推進全国会議」が組織され、相互訪問が開始される。
- 1995年（平成7年）、訪問対象者に国会議員が加えられる。ちなみに最初に北方四島に渡った国会議員は鈴木宗男。以後、閣僚や与野党を問わない国会議員が訪問している。
- 1998年（平成10年）、訪問対象者として学術、文化、社会等の各専門家が加えられ、これにより日本語講師の派遣や生態系、地震学などの専門家による調査、戦前に立てられた日本家屋の保存に関する調査などが行われるようになる。
- 1999年（平成11年）9月11日より、1998年のモスクワ宣言により、元島民と家族の訪問手続きを簡素化された自由訪問が始まった。
- 2003年（平成15年）、北方四島交流推進全国会議が廃止され、業務が北方領土問題対策協会に引き継がれる。
- 2009年（平成21年）1月27日、ロシア側が国後島行の人道支援船に対し外国人登録法改正に基づき、出入国カードの提出を迫ったため、日本側はロシアの北方四島の主権を認める事になるとして拒否して医療物資を載せたまま根室港に帰航、人道支援事業が中止になる事態となった。ビザなし交流の実施も危ぶまれたが、5月1日に両政府の協議により出入国カード提出はせず、訪問団名簿に参加者が署名することで合意、5月22日の第2回訪問団より再開された。
- 2009年（平成21年）7月3日に「わが国固有の領土である北方領土の早期返還を実現するため最大限の努力をする」と明記した北方領土問題解決促進特別措置法改正案が可決された（平成22年4月より施行）。ロシア側はロシア国民に対し非友好的で無礼な行為だとし、これに抗議する形で一時はビザなし交流の凍結を要求した。そのような混乱はあったものの7月以降も訪問団や墓参団の受け入れは継続して行われている。
- 2010年（平成22年）、ロシア側が住民との対話集会の不参加を表明。更にロシア側が外務省発行の記者証取得を要求したため、同行記者団の動画撮影取材自粛を要請する事で日本側は対応している[1][2]。
- 2011年（平成23年）、2010年11月のメドベージェフ大統領の国後島訪問から端を発した日露関係の悪化や2011年2月7日のロシア大使館前で右翼活動家が行った国旗侮辱事件[3]、東日本大震災の影響もありビザなし交流の実施も危ぶまれたが、2011年度の交流の継続も合意[4]、ただしロシア側に配慮し上陸前に放射線検査は行われた。また第1陣交流の際、ロシア側から震災義援金が贈呈されている[5]。
- 2012年度より北方四島交流等事業使用船舶に「えとぴりか」が就航[6]。それまで交流船に就航していたロサ・ルゴサとロサ・ルゴサ2は、船舶所有ホテルの固定資産税滞納で差押さえられヤフー運営官公庁オークションに出品された。
- 2012年の北方領土墓参事業は、7月17日出発予定であった第1班のみ、ロシア側が緊急の不可抗力との理由で日程に難色を示し変更となった（第2班以降は予定通り）[7]。北方領土墓参事業の日程変更は1964年の事業開始以来初となる。
- 2022年（令和4年）3月21日、ロシア外務省はビザなし交流の停止や北方領土問題を含む日本との平和条約締結交渉の中断などを発表した。ウクライナ侵攻を理由とした対露制裁への参加が理由とみられる[8][9]。同9月5日破棄

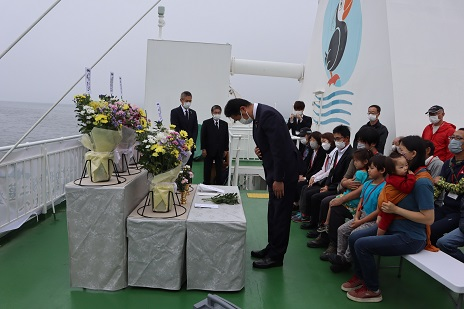
洋上慰霊（2022年7月27日）

- 2023年（令和5年）7月23日から8月10日まで、「洋上慰霊」を10回おこなう。北方領土ビザなし交流事業が見送られたため、その代替えとして各島の沖合にて慰霊式をする[10]。

## 事業の目的
日本人と北方四島在住ロシア人が相互に理解を深め、四島返還による北方領土問題解決のための環境作りを行う事が、事業の目的として定義されている。
具体的には、日本人が北方四島を訪問する事によりその風土や在住ロシア人の考え方に直接触れ、その体験を地域や職域などでの返還運動の啓発に活用する事が参加者に求められている。同時に、在住ロシア人との対話を通じて日本における北方領土問題の捉え方を伝え、日本や日本人に対する誤解や偏見を解消する事も目的として挙げられる。
また、在住ロシア人が日本を訪問する事により、日本の文化や社会の仕組み、日本人社会の利便性を実際に体験し、返還に伴う不安や障害の除去・軽減に資するとされている。
日本人と北方四島在住ロシア人との人的交流はビザなし交流が唯一ではない。日本人が北方地域を訪問する手段としては、パスポート持参の上、ロシア連邦の査証と通行許可証を取得し、サハリン経由で「入国」する方法もある(下記)。逆に在住ロシア人が日本のビザを取得して日本に渡ることも可能で、根室など道東の港に魚介類を水揚げする在住ロシア人漁師もいる。しかしこの事業はこれらの渡航とは区別すべきで、在住ロシア人の受入事業は「観光旅行化している」という指摘は従来からあるものの、ビザなし交流は単なる北方地域への旅行の斡旋ではないという点に注意すべきである。

## 訪問事業の概要

### 参加条件
訪問事業に参加できるのは、総務省・外務省告示に基づき以下の条件を有する者とされている。また、訪問は原則として団体で行われる。
- 北方領土に居住していた者、その子及び孫並びにそれらの者の配偶者。
- 北方領土返還要求運動関係者。具体的には以下の通り。

北方領土問題対策協会の都道府県推進委員。
都道府県民会議（北方領土復帰期成同盟を含む）の構成団体に所属する者で、当該都道府県民会議から推薦された者。
北連協の構成団体に所属する者で、同協議会から推薦された者。
- 国会議員及び地方公共団体の議会議員。
- 報道関係者。
- 訪問の目的に資する活動を行う、学術、文化、社会等の各分野の専門家。
- 実施団体の役職員。

以上のほか、ロシア側との連絡折衝のために外務省及び内閣府の政府職員が同行する。また、通訳、医師など内閣総理大臣及び外務大臣が適当と認める者も同行できる。

### 手続
訪問する者は以下の窓口団体を通じて、計画の概要を内閣府を経由して外務省に提出する。
- 千島歯舞諸島居住者連盟
- 北方領土復帰期成同盟
- 都道府県民会議
- 北連協及びその幹事団体
- 北方領土問題対策協会
- 衆議院及び参議院並びに各地方公共団体の議会
- 各省庁及び各地方公共団体
- 日本新聞協会、日本雑誌協会等の加盟社

ただし、実際は年度ごとに計画や訪問者数の枠組みを北方四島交流北海道推進委員会と、北方領土問題対策協会内に置かれた「北方四島交流全国推進協議会」（都道府県民会議・北連協・千島歯舞諸島居住者連盟の各代表者及び有識者で構成）で協議し、決まった枠組みの中で各構成団体ごとに調整している。また、稀に北連協の加盟団体が単独で計画、実施する場合もある（最近では2005年に日本労働組合総連合会が実施）
計画に基づき外務省はロシア政府当局と協議し、ロシア政府が了承した場合に訪問は実施される。この時、外務省において訪問団の各個人に身分証明書が交付される。そのために訪問する者は顔写真と戸籍抄本を窓口団体を通じて外務省に提出しなければならない。

### 一般的な内容

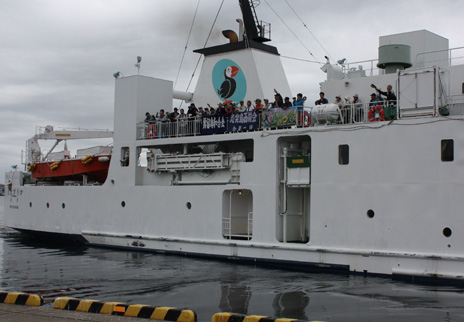
北方領土へむかうえとぴりか（2017年8月29日）

- 期間は訪問の目的によって変わるが、移動も含めておおむね四日から五日程度である。また、訪問前に事前研修が組み込まれることもある。
- 根室港が基地となり、根室海峡を渡って、宿泊設備を有するチャーター船で北方四島に向かう。2011年まではおおむね350トンから480トンの旅客船が使われていたが、2012年からは専用船「えとぴりか」（1,150トン）が就航し、供用される。
- 2017年9月には、中標津空港から空路を利用し、日帰りで訪問する日程が組まれた。
- 費用は主催団体が負担するため、個人負担は原則として不要である。
- 当初は一度に色丹、国後、択捉の三島を一度に訪れる日程が組まれた事もあったが、現在は二島ないし一島のみの訪問がほとんどである。
- 滞在中のプログラムとしては、在住ロシア人との対話集会や夕食交流会、施設見学、戦前建てられた日本人墓地への墓参、在住ロシア人の家を訪問し食事をしながら歓談するホームビジットなどが中心となる。
- 宿泊は、国後島の訪問については「日本人とロシア人の友好の家」（ムネオハウス）が使われるが、色丹島並びに択捉島の訪問については、両島には宿泊施設がないので移動に使っている船を湾内（港内）に停泊させて寝泊りをする。
- 現地での買い物は可能だが、島の経済への影響を考慮して数千円程度しか出来ない。なお、買った物品に関しては関税法が適用されるため、酒類やタバコを土産にする際は数量に制限がある。

## 受入事業の概要

### 参加条件
当然の事ながら、現在北方四島に居住しているロシア人が対象となる。サハリン（樺太）など、それ以外に居住するロシア人は参加できない。なお、回数には制限がないため複数回参加している在住ロシア人も少なくない。

### 事業分担
北海道における受入事業は北方四島交流北海道推進委員会が、青森県以南の各地の受入事業は北方領土問題対策協会がそれぞれ実施している。青森県以南の受入事業の開催場所は、年一回開催される都道府県推進委員全国会議に諮り決定され、その決定を受けて都道府県民会議が主管して行われる。

### 一般的な内容
- 期間は移動も含めておおむね一週間程度である。
- 訪問事業では個人負担が不要なのに対して、受入事業では参加者に一定の個人負担が求められている。
- 滞在中のプログラムとしては、地域住民との対話集会や夕食交流会、施設見学や学校訪問、ホームビジットやホームステイなどが中心となる。また、伝統工芸の体験など、受け入れをした地域の特色を生かした文化交流も行われている。

## 実績
訪問事業に関しては、2012年現在で259回実施され、延べ10,422人の日本人が北方四島に渡っている。また受入事業に関しては2012年現在で179回実施され、延べ7,653人の在住ロシア人を受け入れた。
在住ロシア人の訪問先（2012年現在）としては北海道のほか、青森県、宮城県、岩手県、秋田県、茨城県、群馬県、千葉県、東京都、神奈川県、新潟県、長野県、富山県、石川県、福井県、愛知県、静岡県、滋賀県、京都府、兵庫県、奈良県、和歌山県、広島県、鳥取県、徳島県、愛媛県、佐賀県、熊本県、宮崎県、沖縄県がある。

## ビザなし交流以外の北方四島への訪問
現状において日本人が北方四島に渡る手段は、「ビザなし交流」しかないわけではない。

### ロシアの査証・通行許可証を取得した訪問
ロシアの査証を取得し、まずサハリン（樺太）に渡り、ユジノサハリンスク（豊原）で北方四島のいずれかまたは全部の島に有効な通行許可証を取得（現地旅行代理店が代行してくれる）したのち、サハリン航空の飛行機または、コルサコフ（大泊）からサハリンクリル海運の定期船に乗船することによって、誰でも国後島、択捉島を訪問できる。色丹島には空港がないので、船でしか行く手段がない。歯舞群島には民間人がいないので、船便もなく、公共交通では行くことが出来ない。
定期船は、3月から12月まで週2回コルサコフを出帆している。飛行機は現地空港が霧の場合欠航するので信頼がおけないが、船の運航は比較的正確。パスポート、ビザと通行許可証さえあれば日本人を含む外国人はだれでも乗船できる。コルサコフからユジノクリリスク（古釜布）への片道料金は、3等約3000ループル。
なおこの方法は、内閣が1989年に自粛要請を出しているため発覚すれば行政指導を受ける事になるが、罰則規定等は無いので、ロシア側の手続きさえきちんと踏めば、海外旅行と同じ感覚で行うことが出来る。

### 北方墓参

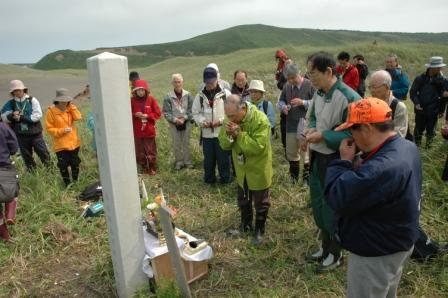
墓参の様子。択捉島・留別村にて2008年7月撮影。

元島民及びその親族による、北方領土にある先祖の墓所へのお参り。北海道が年三回実施しており、ビザなし交流同様、外務省発行の身分証明書によって行われる。
最初の北方墓参はビザなし交流に先立つ1964年（昭和39年）に北海道が主体となり実施された。しかし、1971年（昭和46年）から1973年（昭和48年）までの間はソ連側の了承が得られず、また、1976年（昭和51年）から1985年（昭和60年）までの間はソ連側が旅券の携行と査証の取得を要求してきたため日本側の判断でそれぞれ中断された。
2005年現在で延べ3,265人が墓参を果たしている。

### 自由訪問
元島民並びにその配偶者及び子を対象に、北方領土問題対策協会が委託する形で千島歯舞諸島居住者連盟が主体となって実施している訪問事業。こちらも外務省発行の身分証明書によって行われる。
1998年（平成10年）のモスクワ宣言（日本国とロシア連邦の間の創造的パートナーシップ構築に関するモスクワ宣言）に基づき、元島民の「ふるさと訪問」として1999年（平成11年）から実施されている。「自由訪問」と呼ばれてはいるが、数次訪問用の身分証明書の発行など、ビザなし交流より手続きが簡易化されただけで、「いつでも自由に訪問できる」という意味ではない。
2005年現在で延べ1,099人が参加している。

## 現状と課題
北方四島交流事業によって在住ロシア人にも北方領土問題における日本の主張が知られるようになった。特にソ連崩壊に伴うロシアの混乱期や、1994年（平成6年）に発生した北海道東方沖地震によって北方四島が壊滅的打撃を受けた際には、一部の在住ロシア人から四島返還を容認する発言が出た事もあった。しかし現在はロシアの経済成長が著しい事を背景にロシアへの帰属意識が強まり、再び四島返還には否定的になっている。
北方四島を実効支配しているロシアのサハリン州政府は、この交流事業が「四島返還による北方領土問題解決のための環境作り」の手段であるという認識を日本側とまったく共有していない。フランス人がビザなしでベルギーを訪問できるのと同様、国境を接する2国が、国境地域に居住する住民の短期相互訪問を容易にするための便宜的手段であるとの認識のほうが強い。すなわち、ビザなし訪問を許すことによって日本人がロシア領北方四島に観光旅行することを促進し、もって北方四島の経済振興を図るというのが、ロシア側の基本的姿勢と思われる。事実、北方四島交流事業では、日本側がロシア側現地の受け入れ機関に高額のサービス料金を支払っており、国後島の「友好の家」（ムネオハウス）の裏手には交流に参加する日本人を対象にしていると思しき商店が軒を並べているし、「ビザなし交流」に参加するロシア人にとって日本訪問は、日本製耐久消費財を購入する貴重な機会となっているから、このロシア側の認識もあながち誤りといえない。
一向に領土問題の進展が見えない中、国費を使って従来のようなビザなし交流を際限なく続ける事を疑問視し、事業のあり方や方法を見直すべきとの声もある。2006年8月に歯舞群島・貝殻島沖で発生した第31吉進丸事件の際には、地元・根室市が内閣府と外務省に対して北方四島交流事業の中止を求める文書を送付した。また、第31吉進丸事件の2日後に行われた訪問事業では、予定していた64名中10名が参加を取りやめた。なお、この時の訪問事業には前原誠司・元民主党代表が参加している。